# Mario Gastaldi
Mario Gastaldi (Bedizzole, 28 agosto 1903 – Pavia, 8 agosto 1973) è stato un editore e giornalista italiano.

## Biografia
Mario Gastaldi, fondò una casa editrice a Milano nel 1924, ma iniziò la sua carriera di giornalista ed editore a Pavia al termine del primo conflitto mondiale con Il Seminatore, una rivista letteraria.
In seguito, Gastaldi collaborò con La Fionda e sostenne il movimento studentesco cattolico. Gastaldi fu anche caporedattore del quotidiano La Patria del Friuli, oltre ad essere direttore delle riviste Quaderni di poesia e Rivista di Pavia. A partire dal 1927, Gastaldi iniziò a collaborare con Il Popolo di Brescia.  
Tra le sue pubblicazioni figurano: Scrittori del tormento opera che raccoglie alcuni scritti di Italo Svevo, Sem Benelli ed Ettore Strinati. 
Dizionario delle scrittrici italiane contemporanee e I doni dell'amore.
Fondatore e direttore del Giornale letterario nel 1948, fu anche consigliere nazionale dell'USPI (Unione Stampa Periodica Italiana).
La casa editrice Gastaldi cessò l'attività nel 1973 con la sua morte.